# Силва, Тони
Тони Бриту Силва Са (порт. Toni Brito Silva Sá; 15 сентября 1993, Бисау, Гвинея-Бисау) — бисау-гвинейский футболист, нападающий клуба «Казма СК».

## Карьера
Футбольную карьеру начал в 2011 году в составе клуба «Ливерпуль». В феврале 2012 году на правах аренды отправился в «Нортгемптон Таун». В июне 2012 году перешёл в «Барнсли». В 2013 году на правах аренды стал игроком английского клуба «Дагенем энд Редбридж».
В 2016 играл за «Униан Мадейра». В 2018 году подписал контракт с клубом «Мамелоди Сандаунз». В 2020 году стал игроком казахстанского клуба «Тараз».

## Достижения
ЦСКА София
- Серебряный призёр чемпионата Болгарии: 2013/14

«Тобол» Костанай
- Чемпион Казахстана: 2021
- Обладатель Суперкубка Казахстана: 2021

## Клубная статистика
| Игровая карьера | Игровая карьера   | Игровая карьера | Лига | Лига | Кубок | Кубок | Межд. | Межд. | Др. | Др. |
| --------------- | ----------------- | --------------- | ---- | ---- | ----- | ----- | ----- | ----- | --- | --- |
| 2013/14         | ЦСКА              | А               | 15   | 3    | —     | —     | —     | —     | —   | —   |
| 2014/15         | ЦСКА              | А               | 27   | 5    | 1     | 1     | 2     | 0     | —   | —   |
| 2016/17         | Шанлыурфаспор     | Б               | 7    | 2    | 1     | 1     | —     | —     | —   | —   |
| 2015/16         | Униан Мадейра     | А               | 14   | 3    | —     | —     | —     | —     | —   | —   |
| 2016/17         | Левадиакос        | А               | 23   | 6    | 2     | 0     | —     | —     | —   | —   |
| 2017/18         | Левадиакос        | A               | 9    | 0    | 2     | 0     | —     | —     | —   | —   |
| 2018/19         | Мамелоди Сандаунз | А               | 7    | 1    | —     | —     | —     | —     | —   | —   |
| 2018/19         | Аль-Иттихад       | А               | 7    | 0    | —     | —     | 2     | 0     | —   | —   |
| 2019/20         | Астра             | A               | 1    | 0    | 1     | 0     | —     | —     | —   | —   |
| 2020            | Тараз             | А               | 17   | 4    | —     | —     | —     | —     | —   | —   |
| 2021            | Тобол             | А               | 24   | 1    | 5     | 1     | 3     | 0     | 2   | 0   |
| 2022            | Туран             | А               | 9    | 0    | —     | —     | —     | —     | —   | —   |
| 2022            | Аксу              | А               | 11   | 4    | 2     | 0     | —     | —     | —   | —   |
| 2023            | Аксу              | А               | 17   | 5    | 2     | 0     | —     | —     | —   | —   |